# Comté du mont Alexander
Le comté du mont Alexander est une zone d'administration locale dans le centre du Victoria en Australie.
Il résulte de la fusion en 1994 de la ville de Castlemaine et du comté de Newstead avec la plus grande partie des comtés de Maldon et de Metcalfe.
Le comté comprend les villes de Castlemaine, Maldon et Newstead.